# Comuna Piskî, Kozelșciîna
Piskî (în ucraineană Піски) este o comună în raionul Kozelșciîna, regiunea Poltava, Ucraina, formată din satele Butenkî, Iosîpivka, Knîșivka și Piskî (reședința).

## Demografie
Componența lingvistică a comunei Piskî
     Ucraineană (95,59%)
     Rusă (4,29%)
Conform recensământului din 2001, majoritatea populației comunei Piskî era vorbitoare de ucraineană (95,59%), existând în minoritate și vorbitori de rusă (4,29%).